# Gymnotus cylindricus
Gymnotus cylindricus är en fiskart som beskrevs av La Monte, 1935. Gymnotus cylindricus ingår i släktet Gymnotus och familjen Gymnotidae. Inga underarter finns listade i Catalogue of Life.